# Fawzi al-Mulki
Fawzi al-Mulki (en arabe : فوزي الملقي, Fāwzi Al-Mulki), est un homme d'État jordanien, Premier ministre de 1953 à 1954.